# فيرجينيا أبغار
فيرجينيا أبغار (بالإنجليزية: Virginia Apgar)‏ ـ (7 يونيو 1909 ـ 7 أغسطس 1974) طبيبة تخدير توليدية وباحثة علمية أمريكية، ابتكرت حرز أبغار للتقييم السريع والبسيط للحالة الصحية للأطفال حديثي الولادة بعد الولادة مباشرة والتي تفيد في مكافحة ظاهرة وفيات الرضع. وكانت رائدة في مجالي طب التخدير وعلم المسوخ والتشوهات الولادية، كما قدمت ملاحظات توليدية أسست مجال علم حديثي الولادة.

## العمل والبحث العلمي
كانت أبغار أول امرأة تقود قسمًا اختصاصيًا في مركز كولومبيا المشيخي البروتستانتي الطبي (المعروف اليوم باسم مشفى نيويورك المشيخي البروتستانتي) وكلية كولومبيا الجامعية للأطباء والجراحين. بالاشتراك مع الدكتور ألين ويبل، بدأت قسم تخدير الخاص بجامعة P&S. تولت إدارة المهام الإدارية للقسم وكان مكلفة أيضًا بتنسيق وتنظيم استيعاب القسم وعمله عبر المشفى. خلال معظم عقد الأربعينيات كانت مديرة ومدرسة ومسؤولة انتساب ومنظمة وطبيبة ممارسة.
لطالما كان من الصعب إيجاد مقيمين من أجل برنامج الاختصاص، إذ كان التخدير قد انتقل منذ فترة قريبة فقط من اختصاص تمريضي إلى اختصاص طبي. واجه أطباء التخدير الجدد مضايقة من قبل الأطباء الآخرين، خصوصًا الجراحين الذين لم يكونوا معتادين على وجود طبيب مختص بالتخدير في غرفة العمليات. قادت هذه الصعوبات إلى مشاكل في الحصول على تمويل ودعم للبرنامج. مع دخول الولايات المتحدة في الحرب العالمية الثانية عام 1941، انتسب العديد من الأطباء في الجيش من أجل المساعدة في الواجبات الحربية، ما خلق شواغر كبيرة في المشافي المحلية، ومن بينها القسم الذي أدارته أبغار.
عند انتهاء الحرب عام 1945، تجدد الاهتمام بالتخدير من خلال الأطباء العائدين، وانحلت مشكلة الشواغر في قسم أبغار بسرعة. أدى تزايد شعبية الاختصاص وتطوير أبغار لبرنامج الإقامة الطبية إلى تشجيع الجامعة على تأسيسه كقسم رسمي مستقل في عام 1949. بسبب نقص إنجازاتها في مجال البحث العلمي، لم تحصل أبغار على منصب رئاسة القسم كما كان متوقعًا، وأعطي المنصب إلى زميلها الدكتور إيمانويل بابر. أُعطيت أبغار منصبًا تدريسيًا في الكلية التابعة لجامعة كولومبيا.

### التوليد
في عام 1949 أصبحت أبغار أول امرأة تحصل على لقب بروفيسور كامل في جامعة كولومبيا، حيث بقيت حتى عام 1959. خلال هذا الوقت، أنجزت أيضًا بعض الأعمال السريرية والبحثية في مشفى سلون للنساء الذي كان قسمًا من مشفى نيويورك المشيخي البروتستانتي. في عام 1953 قدمت أبغار أول اختبار معروف باسم مشعر أبغار من أجل تقييم الحالة الصحية للمولود الجديد.
بين ثلاثينيات وخمسينيات القرن العشرين، تضاءل معدل وفيات الرضع في الولايات المتحدة، لكن معدل وفيات الرضع خلال الساعات الـ 24 الأولى بقي ثابتًا. لاحظت أبغار هذا الأمر وبدأت بالبحث عن وسائل من أجل تقليص معدل وفيات الرضع خصوصًا خلال الساعات الـ 24 الأولى من عمر الرضيع. من خلال عملها كطبيبة تخدير توليدية تمكنت أبغار من تسجيل الأنماط والعلامات التي تميز الأطفال السليمين عن الأطفال الواقعين في خطر صحي.
قاد هذا البحث إلى نظام تسجيل نقاط معياري مستخدم لتقييم صحة الطفل بعد الولادة، مع الإشارة للنتيجة باسم «قيمة أبغار» الخاصة بالرضيع. يعطى كل طفل نتيجة هي 0 أو 1 أو 2 (تشير نتيجة 2 إلى أن الطفل في حالة مثالية بينما تشير 0 إلى وجود اضطراب) على كل من المعايير التالية: معدل النبض والتنفس واللون والقوة العضلية وردة الفعل (التهيج). يمكن أن يصل المجموع النهائي لكل طفل حديث الولادة إلى رقم بين 0 و 10، وبذلك تكون قيمة 10 ممثلة لأفضل حال لحديث الولادة. يجب تقييم هذه المعايير للطفل بعد الولادة بدقيقة، من ثم تقييمها بشكل متكرر بفواصل من 5 دقائق من أجل توجيه العلاج إذا لم تتحسن حالة الطفل حديث الولادة. بحلول ستينيات القرن العشرين، كانت العديد من المشافي في الولايات المتحدة الأمريكية تستخدم مشعر أبغار بشكل مستمر. وصولًا إلى القرن الحادي والعشرين يبقى هذا المشعر مستخدمًا كوسيلة للحصول على قيمة مقبولة وعملية لحالة الطفل حديث الولادة مباشرة بعد الولادة.
في عام 1959، تركت أبغار كولومبيا وحصلت على شهادة الماستر في الصحة العامة من جامعة جونز هوبكنز للعقامة والصحة العامة. منذ عام 1959 وحتى وفاتها عام 1974 عملت أبغار في مؤسسة مارش أوف دايمز كنائبة الرئيس للشؤون الطبية وأدارت برامج البحث الخاصة بها من أجل علاج التشوهات الخلقية الولادية والوقاية منها.
بما أن العمر الحملي مرتبط بشكل مباشر بنتيجة أبغار الخاصة بالرضيع، كانت أبغار من أوائل الداعين في مؤسسة مارش أوف دايمز إلى تسليط الضوء على مشكلة الولادة المبكرة، التي تُعد واحدة من أهم أولويات الجمعية اليوم. في عام 1967 أصبحت أبغار نائب الرئيس ومدير الأبحاث الرئيسية في المؤسسة الوطنية مارش أوف دايمز.
خلال جائحة الحصبة الألمانية التي حدثت بين عامي 1964 – 1956 دعت أبغار إلى التلقيح الشامل من أجل منع انتقال الحصبة الألمانية من الأمهات إلى الأطفال. يمكن أن تسبب الحصبة الألمانية تشوهات ولادية خطرة إذا التقطت المرأة العدوى خلال الحمل. بين عامي 1964 و 1965 سجلت الولايات المتحدة 12.5 مليون حالة حصبة ألمانية، ما أدى إلى 11 ألف حالة إسقاط أو إجهاض طبي و 20 ألف حالة من متلازمة الحصبة الألمانية الخلقية. قادت هذه الإصابات إلى 2100 حالة وفاة خلال سن الرضاعة و12 ألف حالة من الصمم و3580 حالة من العمى و 1800 حالة من الإعاقة العقلية. في مدينة نيويورك لوحدها، أصابت الحصبة الألمانية الخلقية 1% من جميع الأطفال المولودين في ذلك الوقت.
شجعت أبغار أيضًا استخدام اختبار أضداد الريزوس الذي يمكن أن يحدد النساء المعرضات لخطر نقل الأجسام المضادة المناعية إلى الجنين عبر المشيمة حيث يمكن لهذه الأجسام المضادة أن ترتبط بكريات الدم الحمراء للجنين وتخربها، ما ينتج عنه انحلال دم الجنين وحالة تدعى باسم استسقاء الجنين، أو قد يصل الأمر إلى إسقاط الجنين.
سافرت أبغار مسافات شاسعة كل عام للحديث إلى مجموعات متنوعة من الجماهير حول أهمية الكشف المبكر عن التشوهات الولادية والحاجة إلى المزيد من البحث العلمي في هذا المجال. أثبتت أنها سفير ممتاز للمؤسسة، وازداد الدخل السنوي للمؤسسة بمعدل أكثر من الضعف بعد الفترة التي قضتها هناك. عملت أبغار أيضًا في المؤسسة الوطنية كمديرة للأبحاث الطبية الأساسية (1967 – 1968) ونائب رئيس الشؤون الطبية (1971 – 1974). اجتمعت اهتماماتها بصحة الأطفال وعائلاتهم مع موهبتها في التدريس في الكتاب الصادر عام 1972 بعنوان هل طفلي بخير؟ الذي كتبته جون بيك.
كانت أبغار أيضًا محاضرة (1965 – 1971) ثم أصبحت بروفيسورة سريرية لطب الأطفال في كلية الطب التابعة لجامعة كورنيل (1971 – 1974)، حيث درست علم المسوخ والتشوهات الولادية. كانت أول من يشغل منصبًا تدريسيًا في هذا المجال الجديد من طب الأطفال. في عام 1973، عُينت أبغار كمحاضرة في علم الوراثة الطبي في كلية جونز هوبكنز للصحة العامة.
نشرت أبغار أكثر من 60 مقالة وعددًا كبيرًا من المقالات القصيرة للصحف والمجلات خلال حياتها المهنية، بالإضافة إلى كتاب هل طفلي بخير؟ حصلت على العديد من الجوائز من ضمنها شهادات دكتوراه فخرية من كلية الطب النسوية في بنسلفانيا (1964) وجامعة ماونت هوليوكي (1965) وجائزة إليزابيث بلاكويل من الجمعية الأمريكية النسوية الطبية (1966) وجائزة الخدمة المتميزة من الجمعية الأمريكية لأطباء التخدير (1966) والميدالية الذهبية للخريجين على الإنجاز المتميز من كلية الأطباء والجراحين في جامعة كولومبيا (1973) وجائزة رالف إم. ووترز من الجمعية الأمريكية لأطباء التخدير (1973). في عام 1973 انتُخبت أيضًا كامرأة العام في مجال العلوم من قبل مجلة ليديز هوم.
كانت أبغار بارعة في الحديث إلى المراهقين بقدر براعتها في الحديث إلى محركي ومغيري المجتمع. تحدثت في المهرجانات الشبابية لمؤسسة مارش أوف دايمز حول مشكلة الحمل في سن المراهقة والتشوهات الخلقية في الوقت الذي كان الحديث عن هذه المواضيع فيه يعتبر أمرًا من التابوهات.

## روابط خارجية
- فيرجينيا أبغار على موقع الموسوعة البريطانية (الإنجليزية)
- فيرجينيا أبغار على موقع إن إن دي بي (الإنجليزية)